# Harald Braem
Harald Braem (Pseudonym: Wolfram vom Stein, * 23. Juli 1944 in Berlin) ist ein deutscher Designer, Schriftsteller, Kulturwissenschaftler und Fachmann für Farbpsychologie.

## Leben
Braem verbrachte seine Kindheit in Allendorf im Westerwald. Ab 1949 besuchte er die Volksschule und ein Gymnasium in Hildesheim. Anschließend studierte er ab 1962 Grafik an der Fachhochschule für Kommunikationsgestaltung in Hildesheim und an der Werbeakademie in Hannover. Er arbeitete als Werbetexter und Creative Director in Werbeagenturen. Von 1981 bis 2000 war er Professor für Kommunikation und Design an der Fachhochschule Wiesbaden. Sein Spezialgebiet ist die Farbpsychologie.
Braem ist Mitglied des Berufsverbandes Deutscher Psychologinnen und Psychologen. 2005 erhielt er die Verdienstmedaille des Landes Rheinland-Pfalz. 2006 gründete er das Institut für Farbpsychologie in Bettendorf. Er verfasste zahlreiche Fachbücher, u. a. das Standardwerk „Die Macht der Farben“.
Neben seiner Lehrtätigkeit beschäftigt sich Braem intensiv mit vergleichender Kulturforschung, sowie mit Themenbereichen wie der Archäologie und Frühgeschichte der Kanarischen Inseln, der
Pyramidenforschung, dem Schamanismus und der Felsbildforschung. Von 1988 bis 2013 leitete Braem das
Kult-Ur-Institut für interdisziplinäre Kulturforschung. Er war Kurator des Welterbemuseums Bettendorf und Initiator vieler kultureller Projekte, z. B. Nassauer Kulturpreis, Nastätter Literaturtage, Förderkreis Keltenhof Bettendorf, Limeskastell Pohl, Kunst- & Literaturpfad Loreley (KLP).
Ein weiteres Tätigkeitsfeld Braems ist das Verfassen literarischer
Texte. Seine erzählerischen Werke sind teilweise dem
Fantasy-Genre, teilweise dem historischen Roman zuzurechnen.

## Werke
- Ein blauer Falter über der Rasierklinge, Frankfurt am Main [u. a.] 1980
- "Die Nacht der verzauberten Katzen" und andere Geschichten, Frankfurt am Main [u. a.] 1982
- Die Macht der Farben, München 1985 (Neuauflage 2020)
- Träume in Blech und Papier, Bern [u. a.] 1985 (zusammen mit Manfred Schmidtke)
- Brainfloating, München 1986
- Morgana oder Die Suche nach der Vergangenheit, München 1986
- Sirius grüßt den Rest der Welt, München 1987
- Der Eidechsenmann, München 1988
- Auf den Spuren atlantischer Völker: Die Kanarischen Inseln, München 1988 (zusammen mit Marianne Braem)
- Der Löwe von Uruk, München [u. a.] 1988
- Selftiming, München 1988
- Zodiak, München 1988
- Die Balearen, München 1989
- Ein Sommer aus Beton, Würzburg 1989
- Hem-On, der Ägypter, München [u. a.] 1990
- Der Kojote im Vulkan, Berlin 1990
- Die Sprache der Formen, München 1990
- Tanausu – der letzte König der Kanaren, München [u. a.] 1991 (Neuauflage Tanausu, König der Guanchen, Santa Úrsula 2003)
- Große Spinne, kleine Spinne, Kaiserslautern 1992
- Das magische Dreieck, Stuttgart [u. a.] 1992
- Bibliographie des deutschsprachigen Schrifttums zur internationalen Felsbildforschung, Lollschied 1994 (zusammen mit Thomas Schulte im Walde)
- Der Herr des Feuers, München [u. a.] 1994
- Die magische Welt der Schamanen und Höhlenmaler, Köln 1994
- Der Vulkanteufel, Stuttgart [u. a.] 1994
- Das Hotel zum Schwarzen Prinzen, München [u. a.] 1995
- Magische Riten und Kulte, Stuttgart [u. a.] 1995
- Der Wunderberg, Stuttgart [u. a.] 1996 (unter dem Namen Wolfram vom Stein)
- Der König von Tara, Stuttgart [u. a.] 1997
- Paläste, Tempel, Hieroglyphen, Bindlach 1997 (zusammen mit Christof Heil)
- An den Küsten der Sehnsucht, Bettendorf 1999
- Das blaue Land, Stuttgart [u. a.] 2000
- Frogmusic, Plön 2001
- Meine Steppe brennt, Bettendorf 2006
- Auf den Spuren der Ureinwohner. Ein archäologischer Reiseführer für die Kanaren, Zech Verlag, Santa Úrsula 2008, überarbeitete Neuauflage 2018
- Tod im Barranco, Teneriffa 2012
- Der Libellenmann, Tübingen 2016
- Die abenteuerlichen Reisen des Juan G., Chemnitz 2020
- Die Wälder meiner Kindheit, Chemnitz 2020
- Atlantis-Botschaft, Chemnitz 2020
- Gilgamesch Band 1 – Der Löwe von Uruk, Chemnitz 2020
- Gilgamesch Band 2 – Reise zum Licht, Chemnitz 2020
- Der die Adler sieht, Chemnitz 2021
- Tara. Die Irland-Saga, Chemnitz 2021
- Atlantis-Botschaft (Hörbuch), 2021
- Shaman. Der Herr des Feuers, Chemnitz 2022
- Outbreak. Die Zeitrebellen, Chemnitz 2022
- Über 1.000 Einzelveröffentlichungen, u. a. in Schulbüchern

## Filme
Mitarbeit an div. TV-Dokumentationen, u. a.
- Terra X „Die Inseln des Drachenbaums“, 1990
- „Der Herr der Zeichen“, 1996
- „Thor Heyerdahl – Auf den Spuren der Guanchen“, 2001
- „Der Guanchenforscher“, 2004
- „Farbpsychologie: Entdecken Sie Ihre Wohlfühlumgebung“, 2009 (ausgezeichnet mit dem World Media Award)
- „Dreizehn Stürme“, 2010
- Terra X „Die Magie der Farben“, 2015
- Sonntags: Mit allen Sinnen, ZDF 2020
- Hirschhausens Quiz der Menschen, ARD 2021

Verfilmung seines Romans „Der Vulkanteufel“ als „Der Feuerläufer“, 1998 (Regie: Rainer Matsutani); als „Los Diablos del Volcan“ 1998; „Curse of the Volcano“ 1998; russisch: „Der Fluch des Vulkans“, 2003